# Romulus, moj oče (film)
Romulus, moj oče je dramski film iz leta 2007, ki ga je režiral Richard Roxburgh. Film temelji na avtobiografiji Raimonda Gaite, ki pripoveduje zgodbo Romulusa (Eric Bana) in njegove žene Christine (Franka Potente), ki se trudita vzgojiti svojega sina Raimonda (Kodi Smit-McPhee). Film je tudi režiserski prvenec avstralskega igralca Richarda Roxburgha. Film je leta 2007 pohvalila organizacija avstralskih filmskih kritikov.

## Igralska zasedba
- Eric Bana kot Romulus
- Kodi Smit-McPhee kot Raimond
- Franka Potente kot Christine
- Marton Csokas kot Hora
- Russell Dykstra kot Mitru
- Jacek Koman kot Vacek
- Alethea McGrath kot ga. Lillie
- Terry Norris kot Tom Lillie
- Esme Melville kot gdč. Collard